# Laurie (Missouri)
Laurie è un villaggio degli Stati Uniti d'America, situato nello Stato del Missouri, diviso tra la contea di Morgan e la contea di Camden.